# Mervärdesskatt
Mervärdesskatt (mervärdeskatt), meromsättningsskatt, mervärdesomsättningsskatt (moms) och omsättningsskatt är konsumtionsskatter, alltså skatter som i sista hand betalas i samband med inköp för konsumtion. Mervärdesskatt finns i de flesta industriländer (dock inte i USA, men många delstater har omsättningsskatt; "sales tax").
Vid omsättningsskatt läggs skatten till endast i sista led vid försäljning till slutkonsumenten. Vid mervärdesskatt betalar även näringsidkare moms, men får kvitta ingående och utgående moms mot varandra. Fördelen med moms anses främst vara att det minskar risken för skattefusk, då näringsidkare har intresse av att kräva in moms när de även måste betala det själva. Nackdelen är en mer omfattande administration.
Inom Europeiska unionen bygger momslagstiftningen på gemensamma EG-direktiv, men skiljer sig ändå mellan länder. Momssatserna skiljer sig åt och olika länder har olika regler om vilka varor och tjänster som har lägre momssatser. Även i länder utanför EU finns ofta omsättningsskatter som liknar den gemenskapsrättsliga momsen.
I Sverige har skatten tidigare hetat mervärdesomsättningsskatt  (förkortat moms) och allmän varuskatt (oms). Vardagligt kallas mervärdesskatten nästan alltid moms. Ibland används också förkortningen MVS. Före den 29 maj 1968 hette det bara "oms", som 1960 infördes som en tillfällig omsättningsskatt på 4,2 procent och som togs ut i konsumentledet. Momsen ligger för närvarande (2019) på 25 % (se även andra momssatser nedan), 2019 var statens inkomster från moms 461,8 miljarder.

## Översikt
Näringsidkare betalar mervärdesskatt endast på den kostnad denne tillför en vara eller tjänst, genom att näringsidkaren får dra av betald moms på inköpta varor och tjänster. Om en näringsidkare köper virke för 50 kronor, gör en stol och säljer den för 200 kronor så betalar näringsidkaren moms på beloppet 150 kr – det vill säga det mervärde som har tillförts virket. Den som sålde virket till näringsidkaren betalar moms på 50 kronor, men drar först av sina utgifter.
Den moms som en näringsidkare lägger på varan som säljs till någon annan kallas utgående moms, medan den moms som näringsidkaren betalar (och får göra avdrag för) för den vara som köps in kallas ingående moms.
En momssats på 25 procent innebär att 100 kronor exklusive moms motsvarar 125 kronor inklusive moms (100 kronor till näringsidkaren och 25 kronor till staten). För att omvandla från exklusive moms (ofta uttalat "ex moms" och utskrivet "exkl. moms") till inklusive moms (ofta uttalat "ink moms" och utskrivet "inkl. moms") lägger man till 25 procent eller multiplicerar med 1,25. För att omvandla från inklusive moms till exklusive moms ska man dividera summan med 1,25. Eftersom 1/1,25 = 0,8 kan man i praktiken dra av 20 procent (detta kallas även baklängesmoms, jämför även begreppet marginalmoms).
Den som inte är skyldig att betala och redovisa moms får i allmänhet inte dra av ingående moms.

## Fastighetsmoms
Uthyrning av fastigheter är enligt huvudregeln inte momspliktig verksamhet inom EU. Detta innebär att moms inte skall tas ut på uthyrning av fastighet eller lägenhet i sådan.
Fastighetsbolag inom EU-länder får göra avdrag för moms endast om bolaget särskilt har anmält sig för registrering till så kallad frivillig skattskyldighet. Avdrag får bara göras för kostnader avseende de lokaler där fastighetsbolaget har momspliktiga hyresgäster. Moms skall i dessa fall läggas på den hyra som dessa hyresgäster betalar.
Beräkningsgrunden för momsavdraget skiljer sig mellan olika fastighetsbolag samt mellan fastigheter som bolaget äger, och kan exempelvis vara hyresgästens yta i förhållande till fastighetens totala yta, hyresgästens andel av intäkterna eller hyresgästens andel av fastighetens totala volym. Inom en fastighet får inte beräkningsgrunderna skilja sig mellan olika hyresgäster. Om hyresgästens andel av beräkningsgrunden utgör mer än 95 procent av fastigheten medges 100 procents avdrag. För fastighetsbolaget som helhet beräknas momsavdraget enligt samma princip men totalt för hela bolaget. Detta gäller samtliga kostnader, det vill säga även administrationskostnader.
Reglerna för fastighetsbolag innebär att bostadsbolag som till största delen har privata hyresgäster, ofta redovisar ingående moms som kostnader.

## Omsättningsskatt på aktier
Under åren 1984–1991 hade Sverige även en omsättningsskatt på aktier med mera, i folkmun kallad Valpskatt. Resultatet var att omsättningen minskade kraftigt, till exempel minskade handeln med räntebärande värdepapper med 80 procent. En stor del av den svenska aktiehandeln flyttade således utomlands. Man tvingades därför att ta bort omsättningsskatten för att få tillbaka handeln till den svenska börsen.

## Moms inom olika geografiska områden
Namnet på mervärdesskatten är olika på olika språk. Termerna i vissa länder:
- Belgien: Taxe sur la valeur ajoutée (franska, TVA), Belasting over de Toegevoegde Waarde (nederländska, BTW) eller Mehrwertsteuer (tyska, MwSt)
- Danmark: Meromsætningsafgift (moms)
- Finland: Mervärdesskatt (moms) (svenska) eller arvonlisävero (alv) (finska)
- Frankrike: Taxe sur la valeur ajoutée (TVA)
- Irland: Value Added Tax (VAT)
- Italien: Imposta sul Valore Aggiunto (IVA)
- Japan: Shōhizei (消費税)
- Kanada: GST (engelska) eller TPS (franska)
- Nederländerna: Belasting over de Toegevoegde Waarde (BTW, "omzetbelasting")
- Norge: Merverdiavgift (mva)
- Portugal: Imposto sobre o valor acrescentado (IVA)
- Slovakien: Daň z pridanej hodnoty (DPH)
- Slovenien: Davek na dodano vrednost (DDV)
- Spanien: Impuesto sobre el valor añadido (IVA)
- Storbritannien och Nordirland: Value Added Tax (VAT)
- Sverige: Mervärdesskatt (moms)
- Tjeckien: Daň z přidané hodnoty (DPH)
- Turkiet: Katma Değer Vergisi (KDV)
- Tyskland: Umsatzsteuer (USt) eller Mehrwertsteuer (MwSt)

### VAT
VAT (Value Added Tax), sales tax och GST (Goods and Services Tax) är tre vanliga benämningar på momsliknande skatt i engelskspråkiga länder (exakta regler varierar mellan länderna).

### EU
Det finns en momsunion inom EU, EU:s mervärdesskatteområde, som omfattar merparten av EU:s territorium. Det gemensamma regelverket innebär att försäljning av varor och tjänster till andra medlemsländer i grunden sker med det egna landets moms. Försäljning inom gemenskapen räknas därmed inte som export.
Under vissa förutsättningar kan dock försäljning av varor och tjänster till företag i andra medlemsländer ske utan att moms läggs på försäljningsvärdet, trots att varan eller tjänsten som säljs i grunden är momspliktig. Momsen ska då istället redovisas av köparen i köparens hemland, alternativt i annat land där köpet är momspliktigt. 
Privatpersoner har inget eget ansvar för momsen, och kan köpa fritt inom gemenskapen för eget bruk, både vid resa och postorder. Vid försäljning till privatpersoner är det alltid säljaren som har det fulla ansvaret för momsen. Endast vid import (införsel), det vill säga när varor kommer in i gemenskapen, ska moms (införselmoms) betalas särskilt. Undantag för vissa små mängder vid resa, till exempel 1 liter sprit.
Vissa tydligt geografiskt avgränsade delar av EU-länderna är undantagna från de gemensamma momsreglerna och ingår således inte i det gemensamma momsområdet. Det är mest ögrupper som är undantagna, och bland dem finns till exempel Åland. För Åland är ett motiv att man omfattas av taxfree på båttrafiken till och från ön, vilket gynnar turismen i stort, även om den egna momsen i land är hög. För övriga områden är det främsta motivet att kunna utesluta moms eller att hålla en mycket låg egen momssats. På så sätt gynnas invånarna och turismen, och merkostnader relaterade till geografiskt läge, till exempel för transporter, kan kompenseras något. För närmare uppgifter, se Territorier associerade med Europeiska unionen.
I Sverige är momsen 25 procent på de allra flesta varor och tjänster. Lägre momssatser förekommer, till exempel för persontransporter, livsmedel och böcker. Det finns även vissa tjänster som är momsbefriade, exempel på detta är uthyrning av bostad och avgifter för läkarbesök. Momssatsen för livsmedel, hotell- och campingverksamhet är 12 procent. Momssatsen för nyhetstidningar, konserter, teaterbiljetter, böcker, resor samt idrottsverksamhet är 6 procent. Sverige har inga geografiska områden med lägre moms, men områden med besvärligare transporter, till exempel Gotland, får viss subvention av transportmedlen.

### Momssatser i EU-länder
| Land          | Allmän momssats                            | Reducerad sats               | Starkt reducerad sats | Mellan- sats | Nollsats möjlig | Förkort- ning  | Namn                                                                             |
| ------------- | ------------------------------------------ | ---------------------------- | --------------------- | ------------ | --------------- | -------------- | -------------------------------------------------------------------------------- |
| Belgien       | 21 %                                       | 12 % eller 6 %               | –                     | 12 %         | ja              | BTW/ TVA/ MWSt | Belasting over de toegevoegde waarde/ Taxe sur la valeur ajoutée/ Mehrwertsteuer |
| Bulgarien     | 20 %                                       | 9 %                          | –                     | –            | ja              | ДДС            | Данък върху добавената стойност                                                  |
| Cypern        | 19 %                                       | 9 % eller 5 %                | 3 %                   | –            | ja              | ΦΠΑ            | Φόρος Προστιθέμενης Αξίας                                                        |
| Danmark       | 25 %                                       | –                            | –                     | –            | ja              | moms           | Meromsætningsafgift                                                              |
| Estland       | 22 %                                       | 9 % eller 5 %                | –                     | –            | –               | km             | Käibemaks                                                                        |
| Finland       | 25,5 %                                     | 14 % eller 10 %              | –                     | –            | ja              | alv/ moms      | Arvonlisävero/ Mervärdesskatt                                                    |
| Frankrike     | 20 %                                       | 10 % eller 5,5 %             | 2,1 %                 | –            | –               | TVA            | Taxe sur la valeur ajoutée                                                       |
| Grekland      | 24 % (på öar: 17 %)                        | 13 % eller 6 % (på öar: 9 %) | 4 %                   | 13 %         | –               | ΦΠΑ            | Φόρος Προστιθέμενης Αξίας                                                        |
| Irland        | 23 %                                       | 13,5 % eller 9 %             | –                     | –            | ja              | VAT/ CBL       | Value Added Tax/ Cáin Bhreisluacha (gaeliska)                                    |
| Italien       | 22 %                                       | 10 % eller 5 %               | 4 %                   | –            | ja              | IVA            | Imposta sul valore aggiunto                                                      |
| Kroatien      | 25 %                                       | 13 % eller 5 %               | –                     | –            | –               | PDV            | Porez na dodanu vrijednost                                                       |
| Lettland      | 21 %                                       | 12 % eller 5 %               | –                     | –            | ja              | PVN            | Pievienotās vērtības nodoklis                                                    |
| Litauen       | 21 %                                       | 9 % eller 5 %                | –                     | –            | –               | PVM            | Pridėtinės vertės mokestis                                                       |
| Luxemburg     | 17 %                                       | 14 % eller 8 %               | 3 %                   | 14 %         | ja              | TVA            | Taxe sur la valeur ajoutée                                                       |
| Malta         | 18 %                                       | 7 % eller 5 %                | –                     | 12 %         | ja              | VAT            | Taxxa fuq il-Valur Miżjud                                                        |
| Nederländerna | 21 %                                       | 9 %                          | –                     | –            | ja              | BTW            | Belasting toegevoegde waarde                                                     |
| Polen         | 23 %                                       | 8 % eller 5 %                | –                     | –            | ja              | PTU/VAT        | Podatek od towarów i usług                                                       |
| Portugal      | 23 % (på Azorerna: 16 %, på Madeira: 22 %) | 13 % eller 6 %               | –                     | 13 %         | –               | IVA            | Imposto sobre o valor acrescentado                                               |
| Rumänien      | 19 %                                       | 9 % eller 5 %                | –                     | –            | ja              | TVA            | Taxa pe valoarea adăugată                                                        |
| Slovakien     | 20 %                                       | 10 % eller 5 %               | –                     | –            | ja              | DPH            | Daň z pridanej hodnoty                                                           |
| Slovenien     | 22 %                                       | 9,5 % eller 5 %              | –                     | –            | –               | DDV            | Davek na dodano vrednost                                                         |
| Spanien       | 21 % (på Kanarieöarna: 7 %)                | 10 %                         | –                     | –            | –               | IVA/ IGIC      | Impuesto sobre el valor añadido/ Impuesto General Indirecto Canario              |
| Sverige       | 25 %                                       | 12 % eller 6 %               | –                     | –            | ja              | moms           | Mervärdesskatt                                                                   |
| Tjeckien      | 21 %                                       | 12 %                         | –                     | –            | ja              | DPH            | Daň z přidané hodnoty                                                            |
| Tyskland      | 19 %                                       | 7 %                          | –                     | –            | ja              | MwSt/USt.      | Mehrwertsteuer                                                                   |
| Ungern        | 27 %                                       | 18 % eller 5 %               | –                     | –            | ja              | ÁFA            | Általános forgalmi adó                                                           |
| Österrike     | 20 %                                       | 13 % eller 10 %              | –                     | –            | ja              | USt.           | Umsatzsteuer                                                                     |

### Momssatser i länder utanför EU
| Land                    | Momssats                                  | Momssats                    | Momssats     | Förkort- ning  | Namn                                                                    |
| Land                    | Allmän sats                               | Reducerad sats              | Förhöjd sats | Förkort- ning  | Namn                                                                    |
| ----------------------- | ----------------------------------------- | --------------------------- | ------------ | -------------- | ----------------------------------------------------------------------- |
| Albanien                | 20 %                                      | 6 % eller 0 %               | –            | TVSH           | Tatimi mbi vlerën e shtuar                                              |
| Andorra                 | 4,5 %                                     | 2,5 %, 1 % eller 0 %        | 9,5 %        | IGI            | Impost general indirecte                                                |
| Argentina               | 21 %                                      | 10,5 % eller 0 %            | 27 %         | IVA            | Impeusto al valor agregado                                              |
| Australien              | 10 %                                      | –                           | –            | GST            | Goods and Services Tax                                                  |
| Bosnien och Hercegovina | 17 %                                      | –                           | –            | PDV            | Porez na dodanu vrijednost                                              |
| Chile                   | 19 %                                      | –                           | –            | IVA            | Impuesto al valor agregado                                              |
| Colombia                | 19 %                                      | 5 % eller 0 %               | –            | IVA            | Impuesto al valor agregado                                              |
| Filippinerna            | 12 %                                      | 0 %                         | –            | VAT            | Value Added Tax                                                         |
| Färöarna                | 25 %                                      | 0 %                         | –            | MVG            | Meirvirðirgjald                                                         |
| Indien                  | 18 %                                      | 12 % eller 5 %              | 28 %         | GST            | Goods and Services Tax                                                  |
| Indonesien              | 11 %                                      | 0 %                         | –            | PPN            | Pajak Pertambahan Nilai                                                 |
| Island                  | 24 %                                      | 11 %                        | –            | VSK            | Virðisaukaskattur                                                       |
| Israel                  | 17 %                                      | –                           | –            | –              | מס ערך מוסף                                                             |
| Japan                   | 10 %                                      | 8 %                         | –            | –              | 消費税                                                                  |
| Kanada                  | 5–15 %, beroende på provins               | 0 %                         | –            | GST+PST/ HST   | Sales tax                                                               |
| Kina                    | 13 %                                      | 9 %, 6 % eller 0 %          | –            | –              | 增值税                                                                  |
| Kosovo                  | 18 %                                      | 8 %                         | –            | TVSH           | Tatimi mbi vlerën e shtuar                                              |
| Liechtenstein           | 8,1 %                                     | 3,8 % eller 2,6 %           | –            | MWST           | Mehrwertsteuer                                                          |
| Malaysia                | 10 % (varor), 8 % (tjänster)              | 5 % (varor), 6 % (tjänster) | –            | SST            | Sales and Service Tax/ Cukai jualan dan perkhidmatan                    |
| Mexiko                  | 16 %                                      | 0 %                         | –            | IVA            | Impuesto al valor agregado                                              |
| Moldavien               | 20 %                                      | 8 % eller 0 %               | –            | TVA            | Taxă pe valoarea adăugată                                               |
| Monaco                  | 20 %                                      | 10 % eller 5,5 %            | –            | TVA            | Taxe sur la valeur ajoutée                                              |
| Montenegro              | 21 %                                      | 7 % eller 0 %               | –            | PDV (ПДВ)      | Porez na dodatu vrijednost                                              |
| Nordmakedonien          | 18 %                                      | 10 %, 5 % eller 0 %         | –            | ДДВ            | данокот на додадена вредност                                            |
| Norge                   | 25 % (på Svalbard: 0 %)                   | 15 % eller 12 %             | –            | MVA            | Merverdiavgift                                                          |
| Nya Zeeland             | 15 %                                      | –                           | –            | GST            | Goods and Services Tax                                                  |
| Peru                    | 18 %                                      | 10 %                        | –            | IGV            | Impuesto general a las ventas                                           |
| Ryssland                | 20 %                                      | 10 % eller 0 %              | –            | НДС            | Налог на добавленную стоимость                                          |
| Schweiz                 | 8,1 %                                     | 3,8 % eller 2,6 %           | –            | MWST/ TVA/ IVA | Mehrwertsteuer/ Taxe sur la valeur ajoutée/ Imposta sul valore aggiunto |
| Serbien                 | 18 %                                      | 8 %                         | –            | PDV (ПДВ)      | Porez na dodatu vrednost                                                |
| Singapore               | 9 %                                       | –                           | –            | GST            | Goods and Services Tax                                                  |
| Storbritannien          | 20 %                                      | 5 % eller 0 %               | –            | VAT            | Value Added Tax                                                         |
| Sydafrika               | 15 %                                      | 0 %                         | –            | VAT            | Value Added Tax                                                         |
| Sydkorea                | 10 %                                      | 0 %                         | –            | –              | 부가가치세                                                              |
| Taiwan                  | 5 %                                       | 0 %                         | –            | –              | 加值型營業稅                                                            |
| Thailand                | 7 %                                       | –                           | –            | –              | ภาษีมูลค่าเพิ่ม                                                              |
| Turkiet                 | 20 %                                      | 10 % eller 1 %              | –            | KDV            | Katma değer vergisi                                                     |
| Ukraina                 | 20 %                                      | 14 %, 7 % eller 0 %         | –            | ПДВ            | Податок на додану вартість                                              |
| USA                     | 0–12,63 %, beroende på delstat och county | –                           | –            | –              | Sales tax                                                               |
| Vietnam                 | 10 %                                      | 8 %, 5 % eller 0 %          | –            | Thuế GTGT      | Thuế giá trị gia tăng                                                   |

## Historia
Konsumtionsskatter har funnits åtminstone sedan antiken, men fram till 1900-talets första halva bestod sådana skatter i allmänhet av olika tullar och punktskatter. En mer allmän konsumtionsskatt av det slag som omsättningsskatt eller mervärdesskatt är, är däremot en modern företeelse. Första gången en skatt utformad som den nuvarande mervärdesskatten föreslogs, var på 1920-talet.
I Sverige infördes en omsättningsskatt för första gången från och med den 1 januari 1941. Skälet till skatten var att man behövde ökade inkomster till staten med anledning av andra världskriget, som skapade stora kostnader trots att Sverige stod utanför kriget. Denna omsättningsskatt avskaffades efter kriget, 1947. En ny omsättningsskatt, oms, infördes 1960  men ersattes 1969 av momsen. Oms togs endast ut av slutkonsumenten, medan momsen tas ut i samtliga produktionsled.
Första gången som mervärdesskatt i dess nuvarande form infördes, var i Frankrike 1954, och då i en mycket begränsad form. Redan i Romfördraget, som skapade EG 1957, beslöts att en av kommissionens uppgifter skulle vara att sträva efter en harmoniserad lagstiftning bland annat avseende indirekta skatter (Artikel 99),  vilket ledde till den senare gemenskapsrättsliga momslagstiftningen. Inom det dåvarande EG beslöts att samtliga länder skulle ha mervärdesskatt 1967. Med detta som förebild ersattes i Sverige omsättningsskatten från och med 1969 med mervärdesskatt. Från och med inträde i EU – för Sveriges och Finlands del således från och med 1995 – gäller de gemenskapsrättsliga momsreglerna i varje medlemsland.

### Jämförelse 1976–2006
| Land           | Momssats                  | Momssats        |
| Land           | Normalsats 1976           | Normalsats 2006 |
| -------------- | ------------------------- | --------------- |
| Tyskland       | 11,0 %                    | 16,0 %          |
| Belgien        | 18,0 % (lyxvaror 25,0 %)  | 21,0 %          |
| Danmark        | 15,0 %                    | 25,0 %          |
| Frankrike      | 20,0 % (lyxvaror 33,33 %) | 19,6 %          |
| Storbritannien | 8,0 % (lyxvaror 25,0 %)   | 17,5 %          |
| Irland         | 19,5 % (lyxvaror 36,75 %) | 21,0 %          |
| Italien        | 12,0 %                    | 20,0 %          |
| Nederländerna  | 16,0 %                    | 19,0 %          |
| Norge          | 20,0 %                    | 25,0 %          |
| Österrike      | 18,0 %                    | 20,0 %          |
| Sverige        | 17,65 %                   | 25,0 %          |